# Dan Setlacec
Dan Setlacec (n. 2 octombrie 1921, București – d. 23 iulie 2009, București) a fost un medic român, profesor de chirurgie la Facultatea de Medicină din București.

## Biografie
Dan Setlacec s-a născut la 2 octombrie 1921 în București, fiind fiul lui Ion Setlacec, magistrat și fost președinte al Consiliului Legislativ al României. După absolvirea Liceului "Ion Neculce", a urmat cursurile Facultății de Medicină din București între anii 1940 și 1946. În anul 1949 a obținut titlul de doctor în medicină.
S-a orientat de timpuriu spre chirurgie, efectuând în anii 1943-1949 stagii în clinicile chirurgicale ca extern și intern prin concurs. În anul 1949 și-a început cariera în învățământul superior, fiind numit preparator la clinica chirurgicală a Spitalului Colțea condusă de profesorul Nicolae Hortolomei. Încă din 1953, Dan Setlacec a fost inclus în echipa de chirurgie cardiacă (disciplină chirurgicală în plină dezvoltare pe atunci) condusă de prof. Hortolomei.
A parcurs treptat toate treptele activității didactice. Începând din anul 1960 a lucrat în clinica chirurgicală de la Spitalul Fundeni din București unde, în anul 1964, a fost numit profesor titular și director al clinicii de chirurgie generală, pe care a condus-o până la pensionarea sa în anul 1987.
Dan Setlacec a fost cel care a efectuat primele intervenții chirurgicale pentru stenoza mitrală în România. Totodată a abordat tratamentul chirurgical al defectelor cardiace congenitale, punând la punct împreună cu anestezistul George Litarczek metoda hipotermiei controlate, ceea ce i-a permis să efectueze intervenții pe cord deschis. Ulterior s-a preocupat de chirurgia viscerală, oncologică și endocrinologică.
Dan Setlacec a fost cel mai complex chirurg al epocii sale, întrucât a abordat, practic, toată gama intervențiilor cunoscute în chirurgia generală. Astfel, în clinica condusă de el s-au efectuat intervenții pe glanda tiroidă, pe esofag, stomac, intestin subțire și gros, rect, ficat, pancreas, glande suprarenale, splină și sistem port, glandă mamară, ovar. În fiecare an se efectuau peste 2.000 de intervenții chirurgicale, în cea mai mare parte de chirurgie majoră.
Contribuțiile teoretice ale lui Dan Setlacec și ale școlii pe care a format-o au fost numeroase. Ele s-au concretizat prin comunicări la simpozioane și congrese, dar și prin numeroase lucrări publicate în revistele de specialitate. A inaugurat, în cadrul Editurii Medicale, seria intitulată "Studii clinico-chirurgicale". Numele lui Dan Setlacec rămâne legat de inițierea și dezvoltarea unor tehnici chirurgicale originale: operația Patey modificată, abordul toracic al cancerului de pol superior gastric, abordul transperitoneal pentru suprarenalectomie bilaterală etc.
În anul 2000 i s-a decernat Ordinul Național Serviciul Credincios în grad de Mare Cruce „pentru servicii deosebite aduse la apărarea sănătății publice și pentru rezultate remarcabile în domeniul cercetării medicale”.
Dan Setlacec s-a stins din viață la 23 iulie 2009, în locuința sa din București.

## Publicații: tratate și monografii
- contribuții în Tratatul de Chirurgie (1956, 1974, 1986), sub redacția lui Nicolae Hortolomei și Ion Țurai
- contribuții în Tratatul de Chirurgie ginecologică (1957, 1981)
- Resuscitarea respiratorie cardiacă (1963)
- Tumorile căilor biliare extrahepatice (1964) - împreună cu Marian Ionescu
- Tehnici chirurgicale (1984, 1989)
- Patologia chirurgicală a glandelor suprarenale (1986) - împreună cu E. Proca
- Tumorile retroperitoneale (1986) - împreună cu E. Proca și C. Popa
- Hipertensiunea portală presinusoidală (1987)
- Complicații severe post-apendicectomie (1994) - împreună cu I. Aschie

Din anul 1992 s-a ocupat de istoria medicinei românești, publicând monografia Medicina românească - medicină europeană, în două volume: vol. I 1859-1916, vol. II 1918-1940 (Ed. Humanitas, București, 1995).